# Dominic Demschar
Dominic Ion Demschar (* 19. Mai 1993 in Oberndorf bei Salzburg; Österreich) ist ein ehemaliger australischer Skirennläufer.

## Karriere
Demschar gab sein internationales Renndebüt am 6. August 2008 bei einem FIS-Slalom in Mount Buller. Sein erstes internationales Großereignis bestritt er im März 2012 bei den Juniorenweltmeisterschaften in Roccaraso, wobei er jedoch bei keinem seiner vier Starts das Ziel erreichte. Bis zu diesem Zeitpunkt war Demschar hauptsächlich bei FIS-Rennen in den USA sowie bei Rennen des Australia New Zealand Cups an den Start gegangen.
Erfolgreicher verlief seine Teilnahme bei den nächsten Juniorenweltmeisterschaften in Jasná. Seine beste Platzierung erreichte er mit Rang 36 im Slalom.
2014 konnte sich Demschar erstmals für die Olympischen Winterspiele qualifizieren. In Sotschi belegte er im Riesenslalom den 39. Platz, im Slalom schied er aus. Demschar hatte sich ursprünglich auch für den Super-G qualifiziert, musste jedoch aufgrund von Rückenproblemen auf einen Start verzichten.
Ein Jahr später nahm Demschar zum ersten und einzigen Mal an Alpinen Skiweltmeisterschaften teil. Bei den Wettkämpfen in Vail bzw. Beaver Creek schied er bei seinem einzigen Start im Riesenslalom bereits im ersten Durchgang aus.
Am 3. Dezember 2017 startet Demschar zum ersten und einzigen Mal bei einem Weltcuprennen. Beim Riesenslalom von Beaver Creek konnte er sich jedoch nicht für den zweiten Durchgang qualifizieren.
Sein bestes Ergebnis bei einem internationalen Großereignis erzielte er bei den Olympischen Winterspielen 2018 in Pyeongchang mit Platz 33 im Riesenslalom.
Sein letztes internationales Rennen bestritt Demschar am 10. Januar 2019 in Eldora, Colorado, danach ist er nicht mehr als Rennläufer in Erscheinung getreten.

## Privates
Demschar ist der Sohn des ehemaligen österreichischen Skitrainers Herwig Demschar. Seine Mutter Michelle ist Australierin, wodurch er beide Staatsbürgerschaften besitzt. Sein Bruder Daniel Demschar war ebenfalls als Skirennläufer für Australien aktiv.
Demschar studierte neben seiner sportlichen Karriere an der University of Utah.

## Erfolge

### Olympische Winterspiele
- Sotschi 2014: 39. Riesenslalom, DNF Slalom
- Pyeongchang 2018: 33. Riesenslalom, DNF Slalom

### Weltmeisterschaften
- Vail/Beaver Creek 2015: DNF Riesenslalom

### Juniorenweltmeisterschaften
- Roccaraso 2012: DNF Abfahrt, DNF Super-G, DNF Riesenslalom, DNF Slalom
- Jasná 2013: 36. Slalom, 44. Riesenslalom, DNF Super-G, DNF Super Kombination

### Australian New Zealand Cup
- 4 Platzierungen unter den besten 10

### Nor-Am Cup
- 5 Platzierungen unter den besten 10, davon ein Podestplatz

### South American Cup
- Eine Platzierung unter den besten 20

### Weitere Erfolge
- 3 Siege bei FIS-Rennen